# Philipp Dittberner

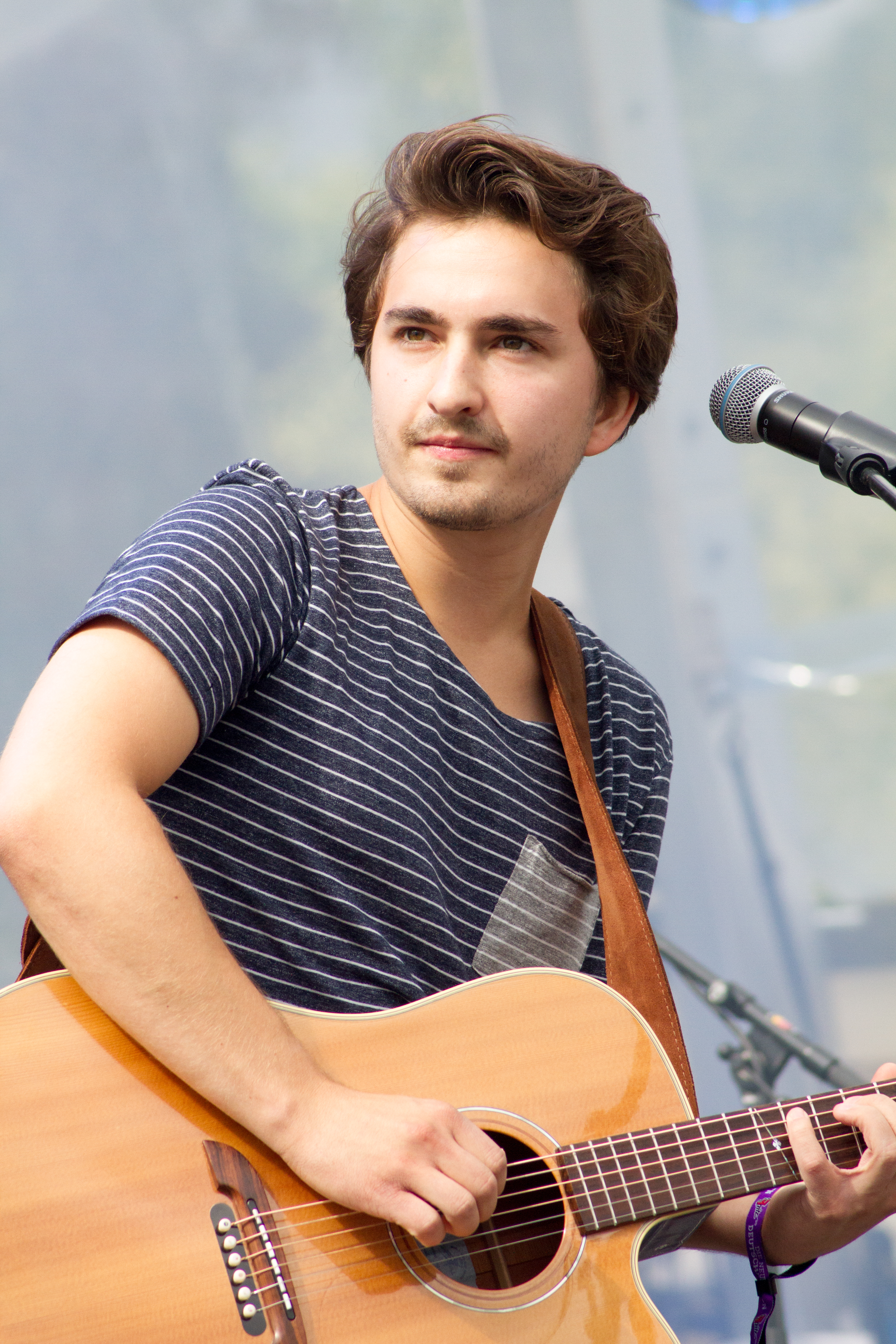
Philipp Dittberner in Berlin (2015).

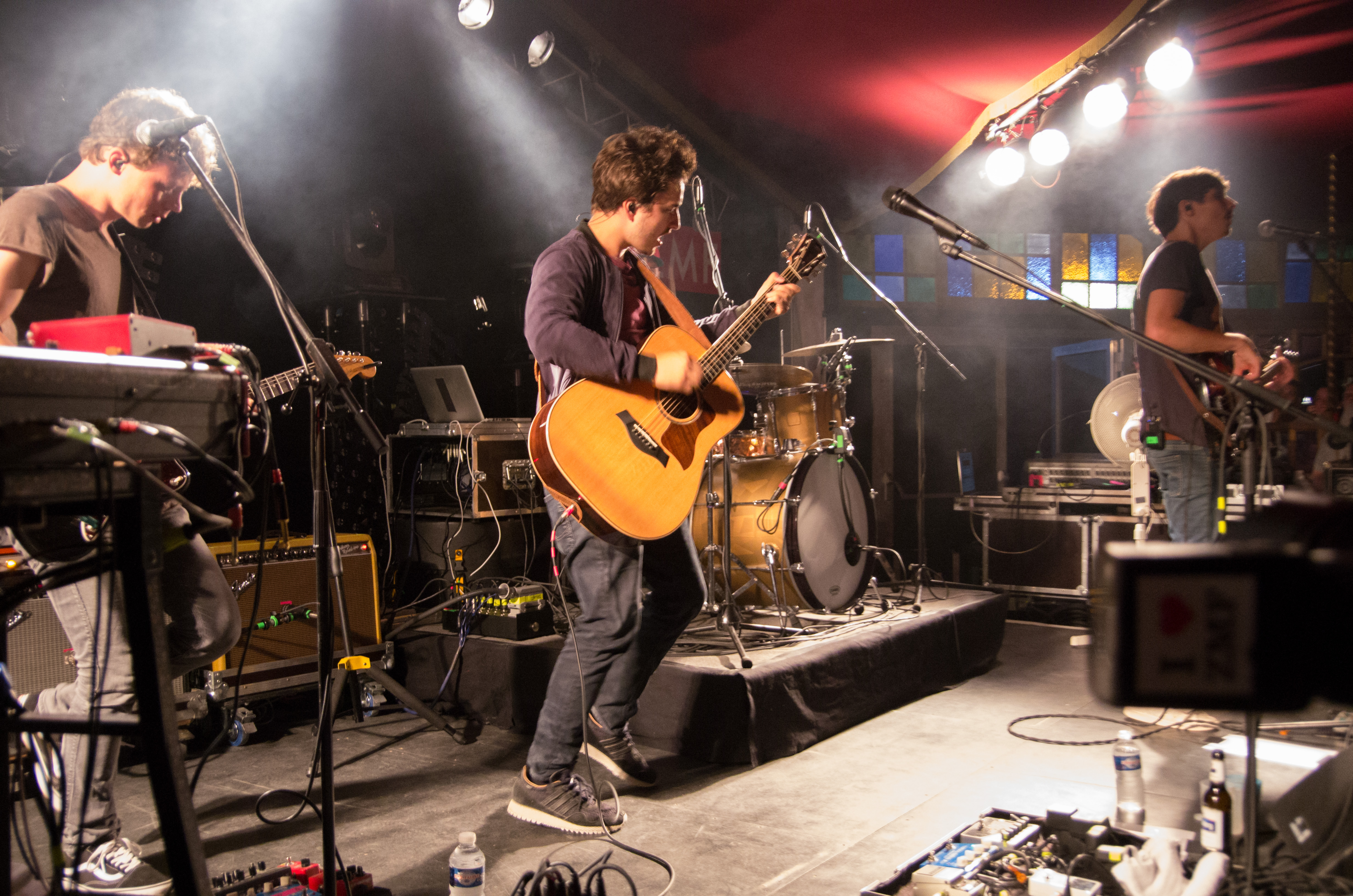
Philipp Dittberner auf dem ZMF 2016 in Freiburg

Philipp Dittberner (* 23. Januar 1990 in Berlin) ist ein deutscher Singer-Songwriter aus Berlin.

## Leben
Philipp Dittberner wuchs in Berlin-Schöneberg auf. Mit zwölf Jahren erhielt er an Weihnachten von seiner Großmutter seine erste Gitarre. Auf diesem Instrument ist er weitgehend Autodidakt. An der Deutschen Oper Berlin arbeitete Dittberner im Rahmen des Projekts Tusch! zwischenzeitlich im Chor, wo er seine Songschreiber-Fähigkeiten erlernte. In seiner Jugend spielte er zunächst in einer Schüler-Band, später in einer Metal-Formation mit Namen Inventive Suicide beziehungsweise (nach späterer Umbenennung) Out of my Element. Mit der Metal-Gruppe trat er auch schon früh in Berliner Clubs auf. Dittberner ist ausgebildeter Physiotherapeut. Mit dieser Ausbildung wollte er die Wartesemester überbrücken, da eine erste Bewerbung um einen Studienplatz für Medizin mit einem Abiturschitt von 2,6 erfolglos war.
Seit Ende 2012 veröffentlichte er seine Lieder auf der Musikplattform Soundcloud. Anfang 2014 schrieb er den Song Wolke 4, welchen er mit dem hannoverschen Elektro-Musiker Marvin Webb (Marv) produzierte. Nach Aussage der beiden Musiker fand der Kontakt und die Zusammenarbeit überwiegend über das Internet und Telefon statt, ein persönlicher Kontakt kam während der Produktion nur zwei Mal zustande. Mit Wolke 4 gewann Dittberner 2014 den Berliner Pilsner Music Awards, einen Wettbewerb für Newcomer der deutschen Musikszene, der im Rahmen der Berlin Music Week stattfand. Daraufhin erhielt dieser einige Aufmerksamkeit und der Radiosender Fritz nahm ihn in seine Rotation auf. Am 16. Januar 2015 wurde Wolke 4 als Single veröffentlicht und erreichte im März 2015 die Top 10 der deutschen Singlecharts, sowie die Top 10 der Ö3 Austria Top 40. 2017 wurde Wolke 4 für über 600.000 verkaufter Einheiten (Verkäufe und Premium-Streaming) vom Bundesverband Musikindustrie mit 3-fach-Gold ausgezeichnet.
Am 11. September 2015 veröffentlichte Dittberner seine zweite Single Das ist dein Leben. Sein Debütalbum 2:33 erschien am 18. September 2015 und erreichte Platz 12 in den deutschen Albumcharts. Auf der Single 1,40m des deutschen Rappers Prinz Pi übernahm Dittberner den Gesang des Refrains. Die Single erreichte die Top-25 in Deutschland. Am 8. April 2016 veröffentlichte Dittberner die Single Neben dir. Mit diesen Songs hat er auch bereits zwei Touren absolviert, eine 2015 und eine weitere 2017. Dittberner ist bei dem Label Grönland Records unter Vertrag.
Am 18. August 2017 erschien sein zweites Studioalbum Jede Nacht. 2020 kam eine EP namens Nichts fehlt heraus.

## Diskografie
Studioalben

| Jahr | Titel Musiklabel                                | Höchstplatzierung, Gesamtwochen, AuszeichnungChartplatzierungen (Jahr, Titel, Musiklabel, Platzierungen, Wochen, Auszeichnungen, Anmerkungen) | Höchstplatzierung, Gesamtwochen, AuszeichnungChartplatzierungen (Jahr, Titel, Musiklabel, Platzierungen, Wochen, Auszeichnungen, Anmerkungen) | Höchstplatzierung, Gesamtwochen, AuszeichnungChartplatzierungen (Jahr, Titel, Musiklabel, Platzierungen, Wochen, Auszeichnungen, Anmerkungen) | Anmerkungen                              |
| Jahr | Titel Musiklabel                                | DE | AT | CH | Anmerkungen                              |
| ---- | ----------------------------------------------- | --- | --- | --- | ---------------------------------------- |
| 2015 | 2:33 Grönland Records (RTD)                     | DE12 (15 Wo.)DE | — | CH54 (1 Wo.)CH | Erstveröffentlichung: 18. September 2015 |
| 2017 | Jede Nacht Grönland Records (RTD)               | DE40 (1 Wo.)DE | — | — | Erstveröffentlichung: 18. August 2017    |
| 2024 | Alles ist ein Augenblick Grönland Records (RTD) | — | — | — | Erstveröffentlichung: 22. März 2024      |